# Teinoptera culminifera
Teinoptera culminifera is een vlinder uit de familie van de spinneruilen (Erebidae). De wetenschappelijke naam van de soort is voor het eerst geldig gepubliceerd in 1891 door Calberla.